# Оцабера Олександр Аркадійович
Олекса́ндр Арка́дійович Оцабе́ра (23 липня 1989, с. Гурівці, Козятинський район, Вінницька область, Українська РСР — 11 листопада 2016, Торецьк, Донецька область, Україна) — сержант 199-го навчального центру Збройних Сил України, учасник війни на Сході України.

## Життєпис
Народився 23 липня 1989 року в селі Гурівці Козятинського району Вінницької області.
Проходив військову службу за контрактом в 13-му окремому аеромобільному батальйоні 95-ї окремої аеромобільної бригади (військова частина А1910, місто Житомир), потім перевівся до 307-го окремого батальйону радіоелектронної боротьби 8-го армійського корпусу (військова частина А0804, місто Бердичів Житомирської області). Був звільнений у запас.
Деякий час працював в Державній пенітенціарній службі України в Житомирської області.
В березні 2014 року мобілізований до лав Збройних Сил України. Служив командиром розвідувального відділення 128-ї окремої гірсько-піхотної бригади (військова частина А1556, місто Мукачеве Закарпатської області).
З літа 2014 року брав участь в антитерористичній операції на Сході України. Брав участь у боях під Попасною та боях за Дебальцеве.
23 грудня 2014 року під час обстрілу російсько-терористичними угрупованнями позицій українських військових поблизу міста Дебальцеве Донецької області отримав осколкове поранення правого плеча. 27 січня 2015 року, після лікування та реабілітації, повернувся в зону проведення антитерористичної операції. У березні 2015 року звільнений у запас.
З 11 грудня 2015 року проходив військову службу за контрактом в лавах Збройних Сил України. З грудня 2015 року по лютий 2016 року — курсант, з лютого 2016 року — інструктор навчального взводу навчальної роти навчального батальйону 199-го навчального центру Високомобільних десантних військ (військова частина А2900, місто Житомир).
З осені 2016 року знову брав участь в антитерористичній операції на Сході України.
Загинув 11 листопада 2016 року близько 7:00 від мінно-осколкового поранення, підірвавшись на фугасі за 350 м від взводного опорного пункту, під час розвідки в районі Торецька (Донецька область).
13 листопада 2016 року похований на кладовищі села Панасівка Козятинського району Вінницької області.
По смерті залишилися бабуся, мама, дружина, двоє синів. Дружина, Анна Оцабера, з 16 лютого 2017 року проходить службу в підрозділі 199-го навчального центру, де служив її чоловік.

## Нагороди та вшанування
- Указом Президента України № 567/2016 від 21 грудня 2016 року «за особисту мужність і самовідданість, виявлені у захисті державного суверенітету та територіальної цілісності України, вірність військовій присязі» нагороджений орденом «За мужність» III ступеня (посмертно)[2].
- У грудні 2016 року в місті Житомирі на території 199-го навчального центру, де проходив військову службу Олександр, йому було встановлено меморіальну дошку[3].